# Боснийско-израильские отношения
Израильско-боснийские отношения — международные двусторонние исторические и настоящие дипломатические, политические, военные, экономические, культурные и иные отношения между Израилем и БиГ.

## История

### Во время Боснийской войны
В 1992 году Израиль голосовал за принятие БиГ как полноправного члена в ООН. Во время Боснийской войны Израиль отправлял несколько грузов гуманитарной помощи: продовольствие и медикаменты. В том числе была осуществлена доставка гуманитарной помощи израильскими ВВС совместно с иорданскими ВВС в июле 1995 года. С 1993 года Израиль также принял примерно 100 боснийских беженцев.

### Современный этап отношений
26 сентября 1997 года израильский министр иностранных дел Давид Леви и его боснийский коллега Ядранко Прлич подписали соглашение об установлении дипломатических отношений между двумя странами на уровне посольств.
В 2014 году Израиль предоставил БиГ гуманитарную помощь после того, как это балканское государство сильно пострадало от наводнения.
В июле 2015 года израильская сборная по футболу сыграла товарищеский матч в городе Зеница. Приезду израильских спортсменов предшествовало принятие специальных мер по обеспечению безопасности гостей.
В марте 2017 года Израиль посетил Младен Иванич, член Президиума Боснии и Герцеговины от боснийских сербов. В рамках визита он провёл переговоры с руководством еврейского государства.
В декабре 2017 года Александр (Аца) Николич (член одной из старейших сефардских семей БиГ, внесших большой вклад в развитие культурной жизни страны) был назначен почётным консулом БиГ в Израиле. По этому случаю в боснийском посольстве в Тель-Авиве был дан приём. Мероприятие посетил израильский министр обороны Авигдор Либерман, который много лет знаком с Николичем лично. Министр отметил, что Израиль намерен развивать отношения с Боснией в сфере сельского хозяйства, управления водными ресурсами, а также инвестициями в сфере IT.
В мае 2018 года боснийский посол в Израиле Елена Раякович подверглась нападкам в СМИ за то, что её подчинённые якобы посетили церемонию открытия посольства США в Иерусалиме. Раякович отвергла все обвинения заявив, что ни одна, ни кто либо из сотрудников посольства не присутствовал ни на церемонии открытия посольства, ни на последовавшем за этим приёме. Тем не менее, госпожа посол пояснила, что присутствовала на мероприятии, организованном израильским МИДом 13 мая в честь Президента США и его семьи, американских сенаторов, конгрессменов и других иностранных дипломатов. Она отметила, что это были два совершенно разных мероприятия.
В августе 2018 года боснийский министр иностранных дел Игорь Чрндак встретился в Иерусалиме с и. о. главы израильского МИД Биньямином Нетаньяху. Министр Чрндак подтвердил, что открытие в Израиле представительства Республики Сербской, одной из областей федерации БиГ не омрачит собой «прекрасные отношения» между БиГ и Израилем. Министры также провели переговоры в сфере безопасности и борьбы с терроризмом.
В августе 2019 года новый посол БиГ в Израиле Душан Ковачевич вручил верительные грамоты президенту страны Реувену Ривлину. Церемонии предшествовали переговоры между двумя политиками, которые обсудили двусторонние отношения.

## Экономические отношения
В сентябре 2019 года в Сараево состоялась встреча федерального министра окружающей среды и туризма БиГ Эдиты Дапо с представителями израильской авиакомпании «Israir». Переговоры касались открытия прямого авиасообщения между Сараево и Тель-Авивом, а также укрепления связей между двумя странами в сфере туризма.

## История еврейской общины в Боснии
В 1819 году османский губернатор угрожал убить заключенных евреев, которые были представителями элиты городской общины. Другие боснийские евреи и боснийские мусульмане подняли совместный бунт, который увенчался успехом. С тех пор, это событие получило название «сараевский Пурим» в память о празднике Пурим, связанном со спасением еврейской общины в Вавилоне.
В 1930-х годах в Сараево проживали примерно 12 000 евреев, и ещё 2000 в других городах страны, однако большинство из них погибло во время Холокоста — около 10 000 членов общины были убиты усташами, хорватскими фашистами, которые симпатизировали нацистскому режиму. Многие мусульманские семьи пытались спасти своих еврейских соседей: их подвиги задокументированы сегодня в Еврейском музее Сараево, который располагается в бывшей сефардской синагоге. Некоторые боснийцы-мусульмане были удостоены звания Праведников народов мира.
В 1946 году после окончания Второй мировой войны и формирования шести балканских республик, к власти пришел Иосип Броз Тито и все религиозные практики были запрещены. Тем не менее, при Тито евреев сильно не притесняли. После распада Югославии в 1990-х почти половина из оставшихся 2000 евреев в стране эмигрировали в Израиль, опасаясь преследований. Одна из историй задокументирована в местном Еврейском музее: семья боснийских евреев Кавилиос, которых прятали от нацистов их мусульманские соседи, семья Хардагас, вернула им «долг» через почти 50 лет, когда они вытащили их дочь из осады Сараево и смогли переправить её в Израиль, где она позже приняла иудаизм.
По словам главы еврейской общины БиГ Якова Финци, её история в этой стране насчитывает 450 лет, а размер примерно 1000 человек (июль 2017). Только один человек из всей общины эмигрировал в Израиль за последние 15 лет. Единственная действующая синагога (ашкеназская) в стране находится в Сараево. Этот город называют «европейским Иерусалимом» или «балканским Иерусалимом».

## Список посланников

### Послы БиГ в Израиле
- 2015—2019 — Елена Раякович
- август 2019 — н.в. — Душан Ковачевич